# 長吻前頜蝴蝶魚
長吻前頜蝴蝶魚，為輻鰭魚綱鱸形目蝴蝶魚科的其中一種。

## 分布
本魚分布於西大西洋區，包括美國佛羅里達州南部、墨西哥灣、加勒比海西部、委內瑞拉等海域。

## 深度
水深1至90公尺。

## 特徵
本魚體側扁，吻突出，體略呈三角形，身體的上半部橘黃色逐漸在背鰭基部變化成黑色；身體下半部為白色；在頭部有一條深色直條紋通過眼睛；另有一條狹窄的橘色橫帶從背鰭軟條部延伸至尾柄。腹鰭和臀鰭黃色，背鰭硬棘13至14枚、背鰭軟條18至19枚；臀鰭硬棘3枚、臀鰭軟條14至16枚。體長可達10公分。

## 生態
本魚棲息於較深的珊瑚礁繁盛的礁石與峭壁，屬肉食性，時常出現咬食海膽或管蟲的觸鬚。獨居性, 有時成對。

## 經濟利用
為觀賞魚，不供食用。